# گلاوسنتسی
گلاوسنتسی (به صربی: Glavinci) یک روستا در صربستان است که در ناحیه پوموراولیه واقع شده‌است.
 گلاوسنتسی  ۶۳۶ نفر جمعیت دارد.